# Municipio de Stewart (Dakota del Sur)
El municipio de Stewart (en inglés: Stewart Township) es un municipio ubicado en el condado de Tripp en el estado estadounidense de Dakota del Sur. En el año 2010 tenía una población de 104 habitantes y una densidad poblacional de 1,11 personas por km².

## Geografía
El municipio de Stewart se encuentra ubicado en las coordenadas 43°7′32″N 99°42′42″O / 43.12556, -99.71167. Según la Oficina del Censo de los Estados Unidos, el municipio tiene una superficie total de 93.28 km², de la cual 93,28 km² corresponden a tierra firme y (0 %) 0 km² es agua.

## Demografía
Según el censo de 2010, había 104 personas residiendo en el municipio de Stewart. La densidad de población era de 1,11 hab./km². De los 104 habitantes, el municipio de Stewart estaba compuesto por el 96,15 % blancos, el 3,85 % eran amerindios. Del total de la población el 0 % eran hispanos o latinos de cualquier raza.